# Старе Краєво
Старе Краєво (пол. Stare Krajewo) — село в Польщі, у гміні Замбрув Замбровського повіту Підляського воєводства.
Населення — 98 осіб (2011).
У 1975-1998 роках село належало до Ломжинського воєводства.

## Демографія
Демографічна структура станом на 31 березня 2011 року:
|          | Загалом | Допрацездатний вік | Працездатний вік | Постпрацездатний вік |
| -------- | ------- | ------------------ | ---------------- | -------------------- |
| Чоловіки | 45      | 7                  | 33               | 5                    |
| Жінки    | 53      | 14                 | 25               | 14                   |
| Разом    | 98      | 21                 | 58               | 19                   |